# Oval
En oval (av latin: ovum, 'ägg')  är en kurva som liknar ett ägg eller en ellips, men som inte är en ellips. Till skillnad från andra kurvor är termen 'oval' inte väldefinierad (SAOB: 'som har samma form som ett ägg som genomskurits på längden (men i allänhet med lika bredd i båda ändar), äggrund, avlångt rund, långrund.', SO: 'som har sluten, långsträckt, rundad form som en ellips.') och många distinkta kurvor kallas ovaler. Det kurvorna har gemensamt är:
- de är differentierbara, enkla (skär inte sig själva), konvexa, slutna, plana kurvor.
- deras form avviker inte alltför mycket från ellipsens
- det finns åtminstone en symmetriaxel.

En ovoid är den yta som genereras när en oval roteras runt en av sina symmetriaxlar. Några exempel på ovaler är:
- Cassiniovaler
- elliptiska kurvor
- superellipser

## Korgbåge

En korgbåge med två symmetriaxlar som konstruerats av fyra bågar (övre delen), och jämförelse mellan en blå oval och en röd ellips med lika långa lång- och kortaxlar (undre delen).

En korgbåge är en oval figur som konstruerats från två par bågar med olika radier.